# Мариана Попова
Мариана Николова Попова е българска поп-певица, известна с участието си на Евровизия, в журито на „Гласът на България" и престоя ѝ в къщата на „Vip Brother Bulgaria 2012".

## Биография
Мариана Попова е родена на 6 юни 1978 г. в София. От 1989 до 1991 г. се занимава с народно пеене и народни танци. Завършва гимназия „Филип Станиславов“. Следва поп и джаз пеене в Нов български университет. От 1996 до 2000 г. е вокал на „Кокомания“ (създадена 1995 год. от Симеон Лозанов), нашумели най-вече с песента „Ти не дойде“. През 2001 г. побеждава в обявения от „Шоуто на Слави“ конкурс за беквокалистки, но остава на работа там само три дни. По-късно печели конкурс за водещи в „БГ радио“, а после – в предаването „Пиано бар „Нощни птици“ по БНТ.
През 2006 г. Мариана Попова е една от петте поппевици, номинирани за наградите на телевизия „ММ“, заедно с Лили Иванова, Белослава, Мария Илиева и Тони. През следващата година отново е номинирана, този път наред с Белослава, Мария Илиева, Камелия Тодорова и Светла Иванова. През 2008 г. отново е номинирана, този път другите певици в категорията са Белослава, Мария Илиева, Аксиния и Невена Цонева.
На 18 май 2006 г. представя България на Евровизия в Атина с песента си „Let Me Cry“, но не успява да се класира за финала, а остава на 17 място в полуфинала.
Взима участие в благотворителната инициатива на БТВ – Великолепната шесторка в дует с баскетболния треньор Тити Папазов, като печели най-голяма подкрепа на гласуването за любимец на публиката.
През 2008 г. издава дебютния си албум „New Religion“, в който са включени 11 песни. Между тях има кавър на песента на Паша Христова „Остани“, латино-песен с Орлин Горанов с участието на испанския барабанист Пабло Круз, както и баладата „Let me cry". Влючени са различни етноси: пее фадо, има дует с Миро от Каризма, в който той пее на иврит, а тя – на английски.
През 2009 г. отново взима участие в конкурса на българската Евровизия с парчето си „Crazy“, но не събира достатъчно гласове.
През 2011 г. издава дуетен албум със заглавие „Предай нататък“, в който са включени 11 песни (девет дуетни и две със сборни формации). Три от дуетните песни на Мариана са с Орлин Горанов – „Чуй ме“, изпълнена за първи път на церемонията на Годишните музикални награди на БГ радио през 2009 г., като в албума е включена и англо–италианска версия на „Чуй ме“ – „Can You Hear Me“, в която Мариана пее на английски, а Орлин Горанов – на италиански. Песента е по музика на Красимир Гюлмезов. Мариана е автор на българския текст, а английският и италианският вариант са на Владимир Михайлов и Даная Цанкарска.
Песента „Целувай ме дълго“ сбъдва една мечта на Мариана – да изпълява песен, написана от Стефан Димитров, в дует с Васил Найденов. В албума са включени още „Замълчи, замълчи“, дует с Дони, „Kadosh“ – с Миро, „Губя те“ – с Искрен Пецов и „So High" – с Васил Петров. В албума „Предай нататък“ са и две песни, изпълнени от сборни формации – „Помощ, обичам те!“ и коледната „Бяла звезда“ с участието на Мария Илиева, Нина Николина, Орлин Павлов, Любо, Графа, Наско от Б.Т.Р., Дони, Нети, Виктория Керин и Поп Корн.
През 2011 г. Мариана Попова става част от треньорския щаб в лятното шоу на bTV „Гласът на България“ заедно с Миро, Ивана и Кирил Маричков, където печели Стелияна Христова от нейния отбор.
На 17 септември 2012 г. Мариана влиза в къщата на „Vip Brother Bulgaria“ и излиза на 5 ноември същата година. Вътре любимият ѝ Ханес Перфлер ѝ предлага брак, тя се съгласява.
На 14 август 2021 г. Мариана представя новия си албум „Истина“.
През 2022 г. е участничка в юбилейния десети сезон на Като две капки вода

## Дискография

### „New religion“ (2008)
1. Let me cry
2. Fiction (с Пикасо)
3. Lejos (с Орлин Горанов)
4. Sometimes
5. Fado (с Вълчан Вълчанов – Чани)
6. Kadosh (с Миро)
7. New religion (с Недялко Недялков)
8. Остави ме да плача (с Калин Вельов)
9. Не знам
10. Каква любов
11. Остани

### „Предай нататък“ (2011)
1. Целувай ме дълго (с Васил Найденов)
2. Замълчи, замълчи (с Дони)
3. Чуй ме (с Орлин Горанов)
4. Докато питаш (с Орлин Горанов)
5. Все така (с Орлин Горанов)
6. So High (с Васил Петров)
7. Kadosh (с Миро)
8. Губя те (с Искрен Пецов)
9. Помощ, обичам те (с Любо, Дони, Нети, Виктория Керин и Графа)
10. Бяла звезда (с Орлин Горанов, Орлин Павлов, Нина Николина, Наско БТР, Мария Илиева, Любо и Попкорн)
11. Can you hear me (с Орлин Горанов)

### „Истина“ (2021)
1. Истина
2. Аз съм любов
3. Аз знам
4. Бяло
5. Несбъдване (с Б.Т.Р.)
6. Вървя
7. В някой друг живот (дует с Веселин Плачков)
8. Чуй ме (дует с Орлин Горанов)
9. Жарава
10. Дъжд

## Радиосингли и видеоклипове
- Ти не дойде – текст Дамян Дамянов и Мариана Попова, муз. Симеон Лозанов, аранж. Кокомания
- Казах – текст Христина Апостолова, муз. Димо Стоянов-P.I.F., аранж. PRO-X, реж. Валери Милев
- Можем пак – текст Мариана Попова, муз.и аранж. Миро Гечев, реж. Наско Димитров
- Няма – текст и муз. Дони, аранж. Дони и Момчил Колев
- След – (дует с Дани Милев) текст Асен Димитров, муз. Дани Милев, аранж. Дани Милев
- Сънувай ме – (дует с Дани Милев) текст Мариана Попова, муз. Дани Милев, аранж. Дани Милев
- Let me cry – (със специалното участие на Азис) музика – Дани Милев, текст – Елина Гаврилова, аранжимент – Дани Милев
- Fiction – (със специалното участие на Пикасо) музика – Крум Георгиев, текст – Елина Гаврилова, аранжимент – Мага
- Lejos – (дует с Орлин Горанов и специалното участие на Пабло Круз) музика – Дани Милев, текст – Джани Сканаме, аранжимент – Дани Милев
- Sometimes – музика – Дани Милев, текст – Владимир Михайлов, аранжимент – Дани Милев
- Fado – музика – Крум Георгиев, текст – Георги Митов, аранжимент – Дани Милев
- Kadosh – (дует с Миро) музика – Миро, текст – Крум Георгиев и Миро, аранжимент – Pro-X
- New Religion – (със специалното участие на Калин Врачански) музика – Миро, текст – Елина Гаврилова, аранжимент – Pro-X
- Остави ме да плача – (със специалното участие на Калин Вельов) музика – Дани Милев, текст – Гергана Турийска, аранжимент – Дани Милев
- Не знам – музика – Дани Милев, текст – Ваня Щерева, аранжимент – Дани Милев
- Каква любов – музика – Миро, текст – Ивайло Вълчев, аранжимент – Pro-X
- Остани – музика – Николай Арабаджиев, текст – Димитър Василев, аранжимент – Ангел Заберски
- Целувай ме дълго – (дует с Васил Найденов) м.ар. Стефан Димитров, т. Николай Николаев
- Замълчи, замълчи – (дует с Дони) м. Петър Ступел, т. Веселин Ханчев, ар. Дони
- Чуй ме – (дует с Орлин Горанов) м.ар. Красимир Гюлмезов, т. Мариана Попова
- Докато питаш – (дует с Орлин Горанов) м.ар. Александър Бръзицов, т. Матей Стоянов
- Все така – (дует с Орлин Горанов) м. Александър Бръзицов, т. Матей Стоянов, ар. Александър Бръзицов и Pro-X
- So High – (дует с Васил Петров) м. Васил Петров, т. Александър Кипров, ар. Румен Тосков
- Kadosh – (дует с Миро) – м. Миро, т. Крум Георгиев, ар. Pro-X
- Губя те – (дует с Искрен Пецов) м.т. Искрен Пецов, ар. Искрен Пецов и Момчил Колев
- Помощ, обичам те – (дует с Любо, Дони, Нети, Виктория Керин и Графа) м.т.ар. Дони
- Бяла звезда – (дует с Орлин Горанов, Орлин Павлов, Нина Николина, Наско БТР, Мария Илиева, Любо и Попкорн) м.т. Николай Скерлев, ар. Николай Скерлев и Попкорн
- Can you hear me – (дует с Орлин Горанов) м.ар. Красимир Гюлмезов, т. Владимир Михайлов и Даная Цанкарска
- Wild – (дует с Амалия и Хората от гетото)

## Награди
- 2005 – 1-ва награда „Бургас и морето“ с песента „Сънувай ме“ / дует с Дани Милев
- 2005 – 3-та награда „Бургас и морето“ и специална награда на Ротари-Бургас с песента „След“ / дует с Дани Милев
- 2008 – Награда за най-добра изпълнителка на БГ радио
- 2012 – Награда за най-добър БГ текст от БГ радио с песента „Чуй ме“ / дует с Орлин Горанов
- 2013 – Награда на публиката „Охрид Фест“ за песента „Вървя“

## Семейство
На 28 декември 2009 г. певицата ражда дъщеря си Мария-Магдалена Ханес Перфлер Попова. Бащата е италианецът Ханес Перфлер, с когото са се запознали през 2009 г., докато е била на почивка с приятели. През 2012 г. ѝ предлага брак – на живо пред цяла България, в къщата на „Vip Brother“, но година след това се разделят. През 2016 година в град Казанлък се запознава с Веселин Плачков бащата на втората ѝ дъщеря, която се ражда на 19 септември 2018, когато таткото е участник във VIP Brother 2018, но излиза от къщата специално за да присъства на нейното раждане. Момиченцето кръщават Екатерина Веселин Плачкова. Мариана има един брат – Георги. Баща им е починал, когато тя е била на 15 години.